# Liam Walsh (cyclisme)
Pour les articles homonymes, voir Walsh.
Liam Walsh, né le 29 mai 2001 à Brisbane, est un coureur cycliste australien. Il est membre de l'équipe CCACHE x BODYWRAP. 

## Biographie

### Carrière sportive
Liam Walsh est formé au Balmoral Cycling Club, dans la banlieue de Brisbane. Actif sur piste, il représente son pays aux championnats du monde juniors de 2019. Il obtient également diverses médailles aux championnats d'Australie. Sur route, il se classe notamment cinquième d'une étape de la New Zealand Cycle Classic en 2020, ou encore deuxième de la dernière étape du Tour de Tasmanie en 2022. 
En 2023, il intègre l'équipe continentale BridgeLane. Bon sprinteur, il devient champion d'Océanie sur route, chez les élites et les espoirs. Il confirme ensuite ses aptitudes lors de la saison 2024 en remportant la course Paris-Troyes, inscrite au calendrier de l'UCI Europe Tour. La même année, il termine premier d'une étape du Tour de Southland, deuxième d'une étape du Tour Alsace, troisième de la Ruddervoorde Koerse, sixième du championnat d'Australie ou encore onzième de la Surf Coast Classic. Il continue par ailleurs de prendre part à des compétitions sur piste. Toujours performant, il devient champion d'Australie de l'omnium et du scratch. Il représente aussi son pays aux championnats du monde, où il se classe quinzième de l'omnium. 
Victime de problèmes financiers, l'équipe BridgeLane disparaît en 2025. Liam Walsh retrouve néanmoins un contrat avec la formation continentale CCACHE x BODYWRAP. Sur piste, il décroche la médaille d'or dans la poursuite par équipes aux championnats d'Océanie. Il s'impose par ailleurs dans cette discipline sur l'unique manche de la Coupe des Nations, avec ses coéquipiers de la délégation australienne. Sur route, il se distingue au niveau World Tour en finissant quatrième d'une étape du Tour Down Under, à l'issue d'un sprint. Il monte également sur le podium du championnat d'Australie en ligne.

### Cursus scolaire
En dehors de sa carrière cycliste, Liam Walsh a suivi des études dans le domaine des technologies de l'information et de la communication. Il est diplômé de l'université du Queensland. 

## Palmarès sur route

### Par année
- 2022
  - Cunningham Classic
- 2023
  -  Champion d'Océanie sur route
  -  Champion d'Océanie sur route espoirs
- 2024
  - Paris-Troyes
  - 6e étape du Tour de Southland
  - 3e de la Ruddervoorde Koerse
- 2025
  - 7e étape du Tour du Japon
  - 4e et 5e étapes du Tour de Gyeongnam
  - 3e étape du Tour de Tchéquie
  - 3e du championnat d'Australie sur route

### Classements mondiaux
| Année                                 | 2022 | 2023 | 2024 |
| ------------------------------------- | ---- | ---- | ---- |
| Classement mondial                    | 866e | 348e | 727e |
| UCI Oceania Tour                      | 51e  | 24e  | 38e  |
|                                       |      |      |      |
| Légende : nc = non classéSource : UCI |      |      |      |

## Palmarès sur piste

### Coupe des Nations
- 2025
  - 1er de la poursuite par équipes (avec Blake Agnoletto, Josh Duffy, James Moriarty et Oliver Bleddyn)

### Championnats d'Océanie
| Édition / Épreuve | Poursuite par équipes | Américaine | Elimination |
| Brisbane 2022     | Bronze                |            | Bronze      |
| Brisbane 2023     | Bronze                | Argent     |             |
| Cambridge 2024    | Argent                |            |             |
| Brisbane 2025     | Or                    | Bronze     |             |

### Championnats nationaux
- 2019
  - 2e du championnat d'Australie de poursuite juniors
  - 2e du championnat d'Australie de poursuite par équipes juniors
- 2020
  - 2e du championnat d'Australie de poursuite
- 2021
  - 2e du championnat d'Australie de l'omnium
  - 2e du championnat d'Australie de poursuite par équipes
  - 2e du championnat d'Australie du scratch
- 2022
  - 2e du championnat d'Australie de poursuite par équipes
  - 3e du championnat d'Australie de l'omnium
  - 3e du championnat d'Australie du scratch
- 2024
  -  Champion d'Australie de l'omnium
  -  Champion d'Australie du scratch
  - 2e du championnat d'Australie de poursuite par équipes

### Six Jours
- 2023
  - 2e des Six Jours de Fiorenzuola d'Arda (avec Peter Moore)